# Por amar sin ley
Por amar sin ley – meksykańska telenowela prawnicza emitowana od 2018 roku. Wyprodukowana przez José Alberto Castro dla Televisy i emitowana na kanale Las Estrellas. Jest to adaptacja kolumbijskiej telenoweli z 2016 roku La ley del corazón.
W kwietniu 2018 oficjalnie potwierdzono drugi sezon serialu.
Na początku 2020 roku producent serialu ogłosił produkcję trzeciego sezonu.

## Fabuła
Telenowela opowiada o losach prawników, pracujących we firmie Vega y Asociados. 

## Obsada
- Ana Brenda Contreras jako Alejandra Ponce (1-2 sezon) †
- Kimberly Dos Ramos jako Sofía Alcocer (od 2 sezonu)
- David Zepeda jako Ricardo Bustamante
- Julián Gil jako Carlos Ibarra
- José María Torre Hütt jako Roberto Morelli
- Sergio Basañez jako Gustavo Soto
- Altair Jarabo jako Victoria Escalante
- Guillermo García Cantú jako Alonso Vega
- Pablo Valentín jako Benjamín Acosta (1. sezon)
- Ilithya Manzanilla jako Olivia Suárez (1. sezon)
- Geraldine Bazán jako Elena Fernández
- Moisés Arizmendi jako Alan Páez
- Manuel Balbi jako Leonardo Morán
- Víctor García jako Juan López
- Eva Cedeño jako Leticia Jara
- Azela Robinson jako Paula Ortega
- Roberto Ballesteros jako Jaime Ponce
- Leticia Perdigón jako Susana López
- Issabela Camil jako Isabel
- Arlette Pacheco jako Carmen
- Magda Karina jako Sonia
- Nataly Umaña jako Tatiana
- Lourdes Munguía jako Lourdes
- Polly jako Alicia
- Daniela Álvarez jako Fer
- Danna Garcia (gościnnie)
- Jose Ron (gościnnie)